# Arisaema ehimense
Arisaema ehimense là một loài thực vật có hoa trong họ Ráy (Araceae). Loài này được J.Murata & J.Ohno mô tả khoa học đầu tiên năm 1989.